# Extrait

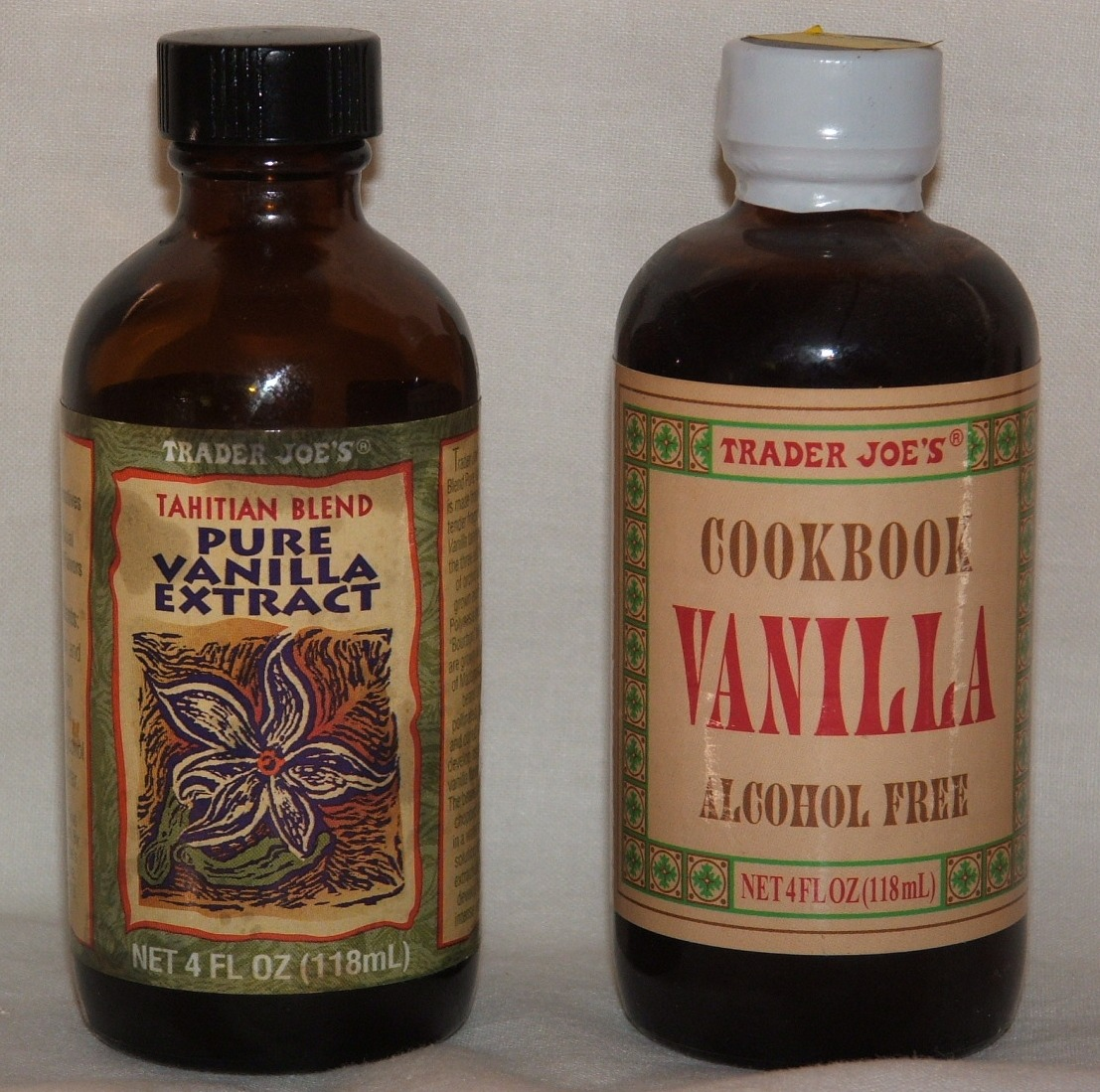
Flacons d'extrait de vanille.

En chimie, un extrait est une substance obtenue par extraction à partir d'une matière première solide ou liquide, souvent par dissolution à l'aide d'un solvant tel que l'éthanol, l'huile ou l'eau. Les extraits peuvent être commercialisés comme teintures, absolues, ou sous forme de poudre.
Les principes aromatiques de nombreuses épices, herbes, fruits, etc., et de certaines fleurs, sont commercialisés sous forme d'extraits, les plus connus des extraits étant amande, cannelle, citron, girofle, gingembre, menthe poivrée, menthe verte, noix de muscade, orange, pistache,rhum, rose, vanille, violette et thé des bois.